# Kanton Annecy-3
Annecy-3 ( tot de naamswijziging bij decreet van 5 maart 2020: kanton Annecy-le-Vieux )  is een kanton van het Franse departement Haute-Savoie. Annecy-3 maakt deel uit van het Annecy en telt 55.805 inwoners in 2018.

## Gemeenten
Het kanton Annecy-le-Vieux omvatte tot 2014 de volgende 14 gemeenten:
- Alex
- Annecy-le-Vieux (hoofdplaats)
- Argonay
- Bluffy
- Charvonnex
- Cuvat
- Dingy-Saint-Clair
- Menthon-Saint-Bernard
- Nâves-Parmelan
- Pringy
- Saint-Martin-Bellevue
- Talloires
- Veyrier-du-Lac
- Villy-le-Pelloux

Bij de herindeling van de kantons door het decreet van 13 februari 2014, met uitwerking op 22 maart 2015, werden de 6 gemeenten van het opgeheven kanton Thorens-Glières eraan toegevoegd, maar ook 6 gemeenten eraan onttrokken en opgenomen in het kanton Faverges (thans kanton Faverges-Seythenex).

Op 1 januari 2016 werden de gemeenten Epagny en Metz-Tessy samengevoegd tot de fusiegemeente (commune nouvelle) Epagny Metz-Tessy.

Op 1 januari 2017 werden de gemeenten Aviernoz, Évires, Les Ollières, Saint-Martin-Bellevue en Thorens-Glières samengevoegd tot de fusiegemeente (commune nouvelle) Fillière.

Op 1 januari 2017 werden de gemeenten Annecy-le-Vieux, Cran-Gevrier, Meythet, Pringy en Seynod toegevoegd aan de gemeente Annecy die zo een fusiegemeente (commune nouvelle) werd.
Sindsdien omvat het kanton volgende 8 gemeenten:
- Annecy (hoofdplaats) (deel : overeenstemmend met de voormalige gemeenten Annecy-le-Vieux en Pringy )
- Argonay
- Charvonnex
- Epagny Metz-Tessy
- Fillière
- Groisy
- Nâves-Parmelan
- Villaz